# (449019) 2012 BB133
(449019) 2012 BB133 es un asteroide perteneciente al cinturón de asteroides, descubierto el 5 de enero de 2012 por el equipo del Spacewatch desde el Observatorio Nacional de Kitt Peak, Arizona, Estados Unidos.

## Designación y nombre
Designado provisionalmente como 2012 BB133.

## Características orbitales
2012 BB133 está situado a una distancia media del Sol de 2,661 ua, pudiendo alejarse hasta 3,281 ua y acercarse hasta 2,040 ua. Su excentricidad es 0,233 y la inclinación orbital 14,093 grados. Emplea 1585,06 días en completar una órbita alrededor del Sol.
Los próximos acercamientos a la órbita de Júpiter ocurrirán el 12 de noviembre de 2044, el 29 de diciembre de 2126 y el 13 de diciembre de 2174.

## Características físicas
La magnitud absoluta de 2012 BB133 es 17,12.